# Kamalalawalu
Kamalalawalu ("sin osam grana") bio je kralj havajskog otoka Mauija na drevnim Havajima. On je poznat iz starih legendi.
Bio je sin i nasljednik kralja Kihe i kraljice Kumake te unuk velikog kralja Piʻilanija.
Oženio je ženu zvanu Piʻilaniwahine I. te su imali djecu:
- Kalakauaʻehu (sin)
- Paikalakaua (sin)
- Piʻilani-Kapokulani (kći)
- Kekaikuihaiaokekuʻimanono (kći)
- Umikalakaua (sin)
- Kaunoho I. (sin)
- Kauhiakama (sin i nasljednik)

Kamalalawalua je porazio poglavica Lonoikamakahiki od Havaja. Postoje petroglifi koji prikazuju taj poraz, a nalaze se na plaži Kahaluʻu.